# Ligne de Brigue à Domodossola
La ligne de Brigue à Domodossola une ligne ferroviaire internationale qui relie Brigue, en Suisse, à Domodossola, en Italie, en traversant les Alpes par le tunnel du Simplon. Il fait partie du corridor ferroviaire Lötschberg-Simplon en reliant les lignes du Lötschberg et le Tunnel de base du Lötschberg à la ligne de Domodossola à Milan.
La ligne a été ouverte au trafic en 1906.
À la suite des accords internationaux entre l'Italie et la Suisse, l'exploitation de la ligne de chemin de fer a toujours été sous la responsabilité des Chemins de fer fédéraux suisses (CFF). Depuis une convention de base signée en 2001, la responsabilité de l'exploitation de la ligne a été confiée au BLS.

## Histoire

### Construction et premières années d'exploitation
La ligne ferroviaire de Brigue à Domodossola, comprenant notamment le tunnel du Simplon, a été conçue très tôt par les Suisses. Les premiers projets ont été lancés par différentes entreprises qui ont ensuite construit les différents tronçons de la ligne du Simplon et du tunnel homonyme. Les nombreuses résistances à sa réalisation étaient principalement dues à deux raisons : la complexité technique et les importants financement nécessaires.
Avec la création du Chemin de fer Jura-Simplon, les premiers projets prirent forme et les premiers travaux du tunnel du Simplon furent entamés en 1898 côté Brigue. Un autre argument en faveur des travaux était qu'une fois le projet de ligne du Lötschberg achevé, le tunnel du Simplon bénéficierait d'un trafic ferroviaire supplémentaire en provenance de la Suisse centrale. Cependant, le projet a rencontré l'hostilité de la France qui voyait dans cette ligne un danger en cas de guerre puisqu'elle aurait pu faciliter l'invasion de son territoire depuis l'Italie via la Suisse.
Les travaux de la ligne de Brigue à Domodossola comportaient une section en territoire suisse et une autre en Italie. De longues et nombreuses négociations ont été nécessaires entre les gouvernements des deux pays ainsi qu'entre les responsables d'abord de la Società per le Strade Ferrate del Mediterraneo et du Chemin de fer Jura-Simplon, puis des CFF et des FS, pour arriver à se mettre d'accord sur les modalités de réalisation.
L'année 1876 fut décisive pour l'obtention par la compagnie du Simplon de l'autorisation du gouvernement italien pour étudier la construction d'une ligne de frontière suisse à Domodossola. L'Italie, par cette autorisation, s'est également engagée à approuver la construction d'une telle ligne à condition que le capital nécessaire soit réuni. Ces modalités furent la base du traité signé le 25 novembre 1895 entre la Suisse et l'Italie concernant la construction et l'exploitation d'un chemin de fer entre Brigue et Domodossola (en Italien, « la costruzione e l'esercizio di una ferrovia tra Briga e Domodossola »),,.
Le 26 avril 1901, le Chemin de fer Jura-Simplon et la Società per le Strade Ferrate del Mediterraneo ont signé un accord pour la construction de la ligne d'accès au tunnel du Simplon par l'Italie, devant relier Domodossola à Iselle.
En raison des difficultés liées à l'exploitation de locomotives à vapeur dans un aussi long tunnel que le tunnel du Simplon, les CFF ont noué des contacts avec des fabricants européens et américains de locomotives électriques afin d'étudier d'autres solutions de traction. L'attention s'est rapidement portée sur les travaux réalisés par Rete Adriatica en Italie pour l'électrification de la ligne de la Valteline. Après une série d'études, les ingénieurs suisses ont adopté la traction électrique par moteur triphasé pour l'exploitation du tronçon entre Brigue et Iselle.
La construction de l'infrastructure a été assurée par la société suisse Brown, Boveri & Cie qui en a également assumé le coût financier. Les voies des gares de Brigue et d'Iselle di Trasquera ont été électrifiés afin de permettre le changement de locomotives et passer de la traction électrique à la traction à vapeur et vice versa. Pour l'exploitation de la section électrifiée, les locomotives n'étant pas prêtes à temps, Brown, Boveri & Cie a demandé à l'Italie de renoncer à la commande passée par Rete Adriatica pour deux locomotives qui ont été utilisées pour les essais dynamiques et de charge. Trois locomotives italiennes E.360 des Ferrovie dello Stato ont été également louées.
La ligne, construite en voie unique, fut inaugurée en traction à vapeur le 19 mai 1906. La pré-exploitation a commencé le 1er juin 1906 et, le 1er octobre, l'exploitation avec la traction électrique triphasée en utilisant des locomotives louées temporairement aux FS. L'exploitation a commencé le 14 juin 1906 avec dix trains par jour.
L'accord trouvé a également déterminé l'emplacement de la gare frontière qui ne pouvait être Iselle di Trasquera en raison du manque d'espace. Le choix s'est plutôt porté sur celle de Domodossola. C'est dans cette gare qu'ont été établis le changement de personnel de traction pour les trains en service international ainsi que les formalités douanières. À Domodossola, les locomotives à vapeur italiennes prenaient le relais des trains arrivés depuis Iselle grâce à des locomotives à vapeur suisses.
Bien que la ligne fut exploitée avec des locomotives italiennes, les Chemins de fer fédéraux suisses étaient chargés de l'exploitation de la ligne. Celle-ci était alors exploitée en traction électrique triphasée 3 600 volts de Brigue à Iselle et avec une locomotive à vapeur, également suisse, jusqu'à Domodossola.
En 1922, les Chemins de fer fédéraux suisses ont achevé le doublement de la ligne en élargissant le tunnel de service parallèle au tunnel historique du Simplon et en l'électrifiant.
En 1930, les CFF ont mis en service l'électrication en courant monophasé 15 kV sur le tronçon Brigue-Iselle le 2 mars et le 15 mars d'Iselle à Domodossola. Par conséquent, la gare d'Iselle di Trasquera a perdu son rôle de gare de changement de locomotives et est depuis utilisée comme terminal de chargement et déchargement des trains-autos circulant à travers le tunnel du Simplon.

### La ligne auXXIesiècle
En 2013, l'état de la ligne était très mauvais entre Iselle di Trasquera et Domodossola avec quatre aiguillages en très mauvais état limitant la vitesse à 20 km/h dans deux cas et 10 km/h dans deux autres cas. Une réflexion sur la fermeture de la ligne avait même été lancée. Des travaux d'entretien et de rénovation de la voie ont été effectués au cours de l'été 2020 entre Iselle di Trasquera et Domodossola, imposant une interruption totale du trafic sur cette section de la ligne,.
Les CFF, via leur filiale RegionAlps, avaient envisagé de desservir la ligne de Brigue à Domodossola, dont la gare d'Iselle di Trasquera, par des trains du Réseau express régional valaisan. Considérant l'indemnité de 366 000 euros par an proposée dans le cadre de l'appel d'offres lancé par la région de Piémont, RegionAlps a annoncé avoir abandonné son projet en juillet 2016.
Le 3 septembre 2020, un accord a été signé par la Suisse et l'Italie, en marge d'une réunion internationale à l'occasion de l'achèvement des nouvelles lignes ferroviaires à travers les Alpes, pour le développement de la ligne en vue de l'achèvement d'un corridor ferroviaire jusqu'à Milan et Novare offrant un gabarit ferroviaire permettant le transport de camions de quatre mètres de hauteur aux angles. L'objectif est également de moderniser la ligne de Brigue à Domodossola afin de pouvoir faire circuler quatre trains de fret au lieu de trois en 2020. Le Conseil fédéral suisse s'est engagé à financer ces projets à hauteur de 148 millions de francs suisses tandis que l'Italie apportera l'équivalent de 103 millions de francs suisses,,.

## Caractéristiques

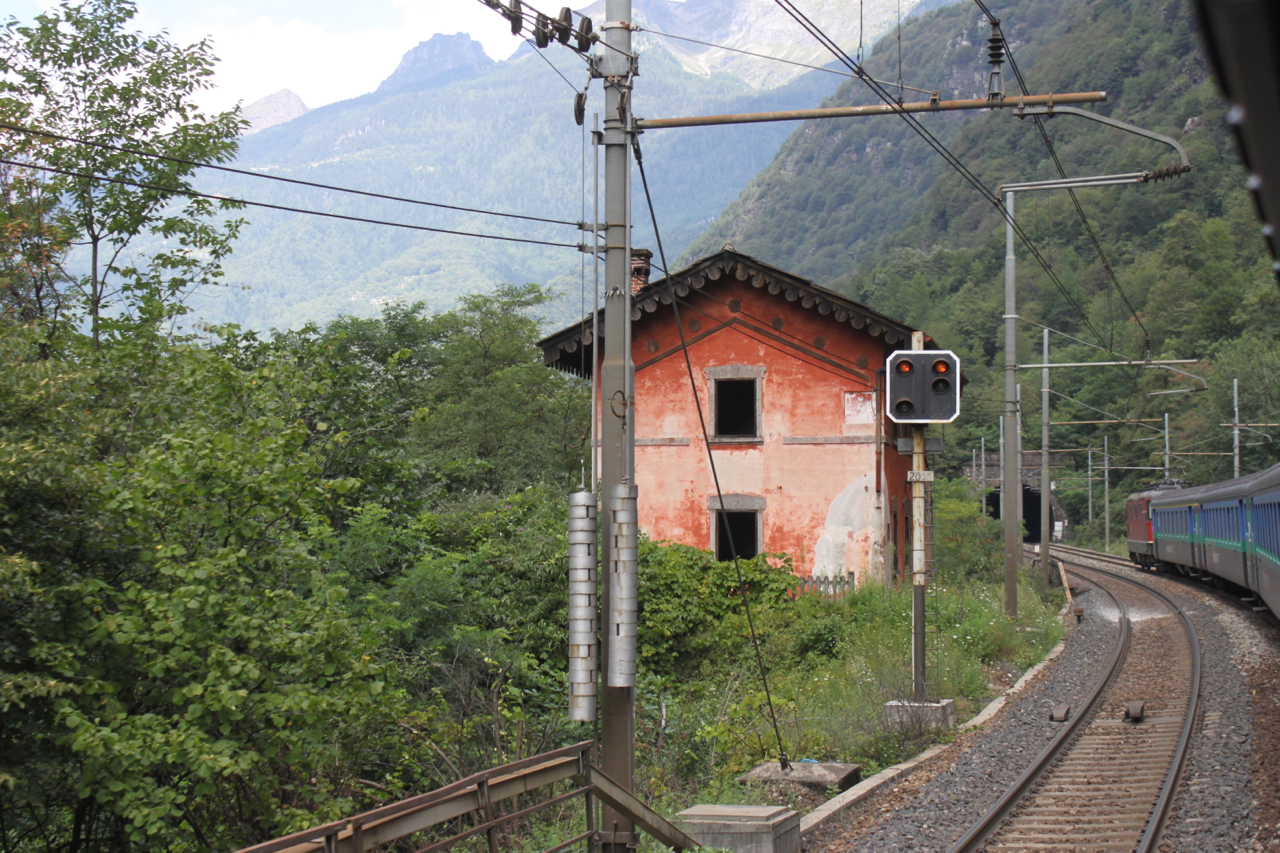
Poste situé près de Varzo avec un signal lumineux suisse de type L.

Conséquence de la gestion suisse de la ligne, le système de signalisation ferroviaire adopté est le système de signalisation ferroviaire suisse qui diffère considérablement du système italien tant par la forme que l'aspect des signaux et leur signification. La ligne était également équipée du système de sécurité ferroviaire suisse Integra-Signum. Ces systèmes ont été remplacés depuis 2017 par une signalisation ETCS de niveau 1,.
L'espacement minimal entre deux trains de voyageurs sur cette ligne est de 4 minutes ou de 6 minutes entre deux trains de marchandises.

## Tracé
La ligne de Brigue à Domodossola mesure 41 kilomètres de long dont environ 18,798 kilomètres pour la section italienne jusqu'aux aiguilles nord de la gare d'Iselle di Trasquera et 21,931 kilomètres pour la section appartenant aux suisses dont 19,823 kilomètres pour le seul tunnel du Simplon.
La ligne se situe administrativement en territoire suisse de la gare de Brigue jusqu'au point kilométrique 156,34 à l'intérieur du tunnel du Simplon. À ce niveau se situent deux diagonales d'échange permettant aux trains de passer d'une voie à l'autre. Néanmoins, l'accord entre les chemins de fer suisses et italiens stipule que la propriété et la gestion des voies revient à la Suisse jusqu'aux aiguillages d'entrée de la gare d'Iselle di Trasquera.
Entre les gares d'Iselle di Trasquera et de Varzo, la ligne traverse deux longs tunnels dont le tunnel de Trasquera, mesurant 1 712 mètres, puis le tunnel hélicoïdal de Varzo, long de 2 966 mètres. Ce dernier tunnel permet à la ligne de descendre progressivement vers Domodossola avec une pente très raisonnable de 18 ‰, ce qui évite de pénaliser les performances de la ligne. De manière générale, la pente de la ligne côté italien ne dépasse pas 25 ‰. La ligne continue ensuite de descendre jusqu'à Domodossola avec des pentes comprises entre 22 ‰ et 25 ‰ à l'exception du palier de la gare de Preglia au point kilométrique 3,826.
De Domodossola, située à 272 mètres d'altitude, à l'entrée du tunnel du Simplon, à environ 633 mètres d'altitude, la ligne franchit un dénivelé d'environ 361 mètres